# Juncus exiguus
Juncus exiguus är en tågväxtart som först beskrevs av Merritt Lyndon Fernald och Karl McKay Wiegand, och fick sitt nu gällande namn av Harold LeRoy Lint, Sven E. Snogerup och P.F.Zika. Juncus exiguus ingår i släktet tåg, och familjen tågväxter. Inga underarter finns listade i Catalogue of Life.